# Svante Wijkman
Pour les articles homonymes, voir Wijkman.
 (décembre 2018).
Svante Wijkman (Sven Johan Wijkman), né le 20 octobre 1821, décédé le 28 juillet 1837 à Uppsala, est un étudiant suédois dont l'histoire a donné lieu à de nombreux mythes et traditions à la nation d'Uplands à Uppsala. 

## Biographie
Svante Wijkman décède des suites d'une maladie en 1837, alors qu'il n'a que 15 ans. En 1845, sa mère légua en sa mémoire une somme de 1000 riksdaler au lycée Katedralskolan (en), où Svante étudiait, ainsi qu'une deuxième bourse à la nation d'Uplands (dont on sait seulement qu'elle est du même ordre de grandeur), bien qu'il n'ait jamais été membre de cette dernière.
Avec ce legs était attaché un portrait de Svante Wijkman, non signé mais attribué à l'artiste Fredric Westin, qui est aujourd'hui exposé dans la nation d'Uplands dans la salle Wijkman, renommée en son honneur. Il existe une variété fleurie de mythes entourant Svante Wijkman et son portrait. À ce jour, il n'existe aucune preuve qu'il ait jamais été membre de cette nation et il reste ainsi difficile d'expliquer pourquoi la nation d'Uplands a hérité de ce portrait. Aujourd'hui, Svante fait néanmoins l'objet de nombreux mythes et légendes rattachées aux traditions étudiantes de l'université d'Uppsala. En particulier, l'orchestre de la nation d'Uplands, Wijkmanska Blecket (sv), a été nommé en son honneur.